# Gimpelhäher

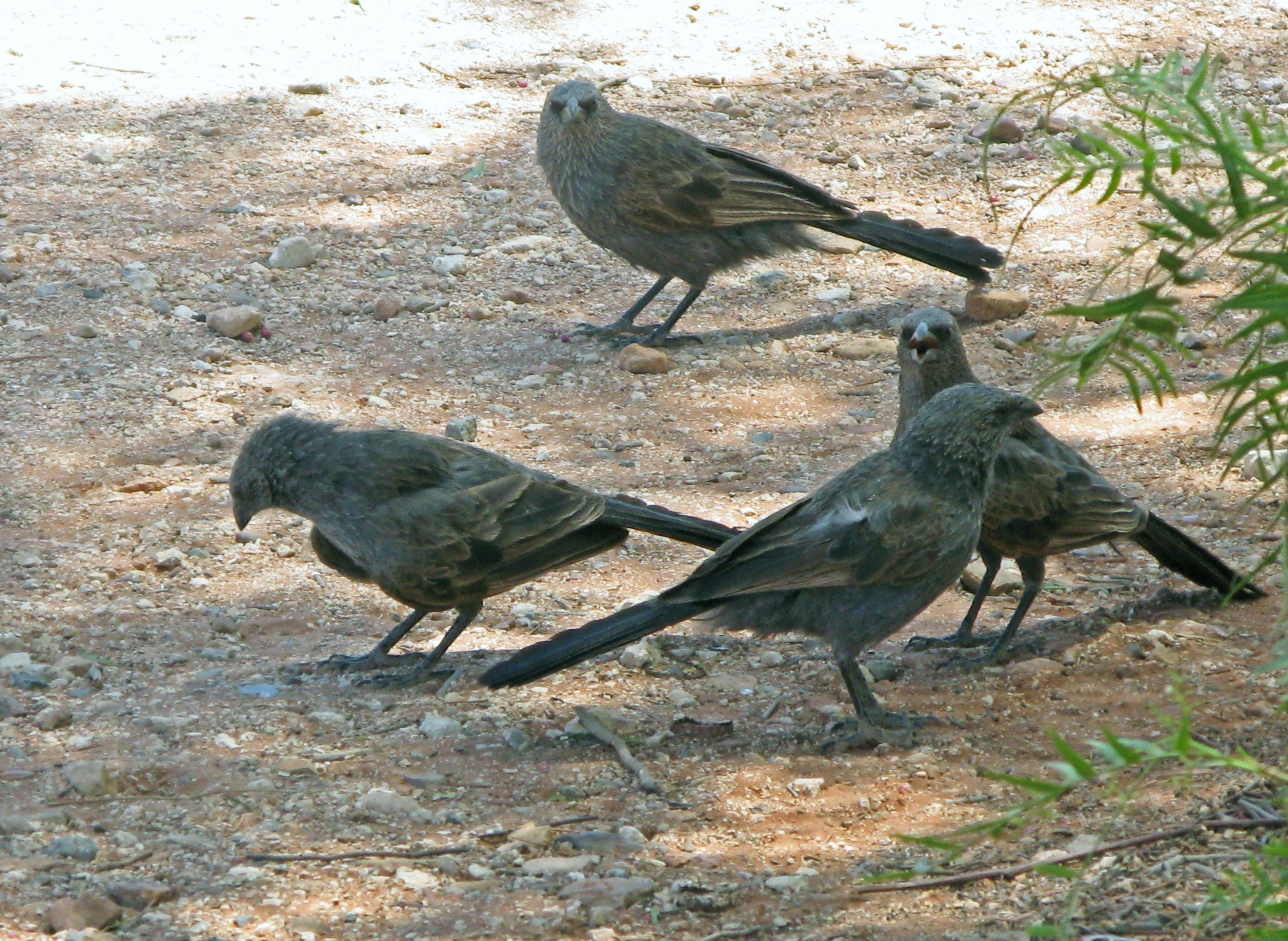
Gruppe von Gimpelhähern bei der Nahrungssuche

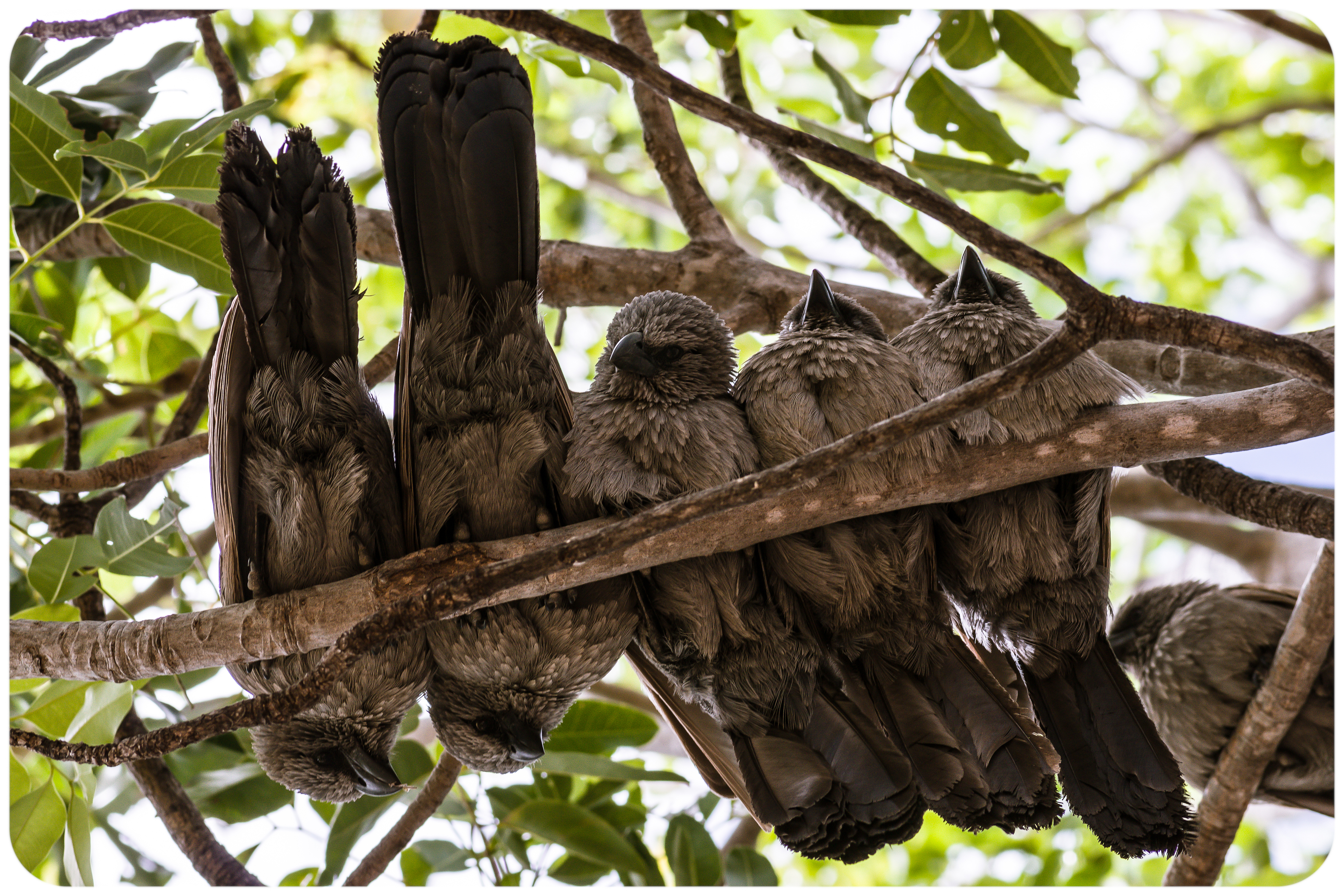
Kuschelnde Gimpelhäher

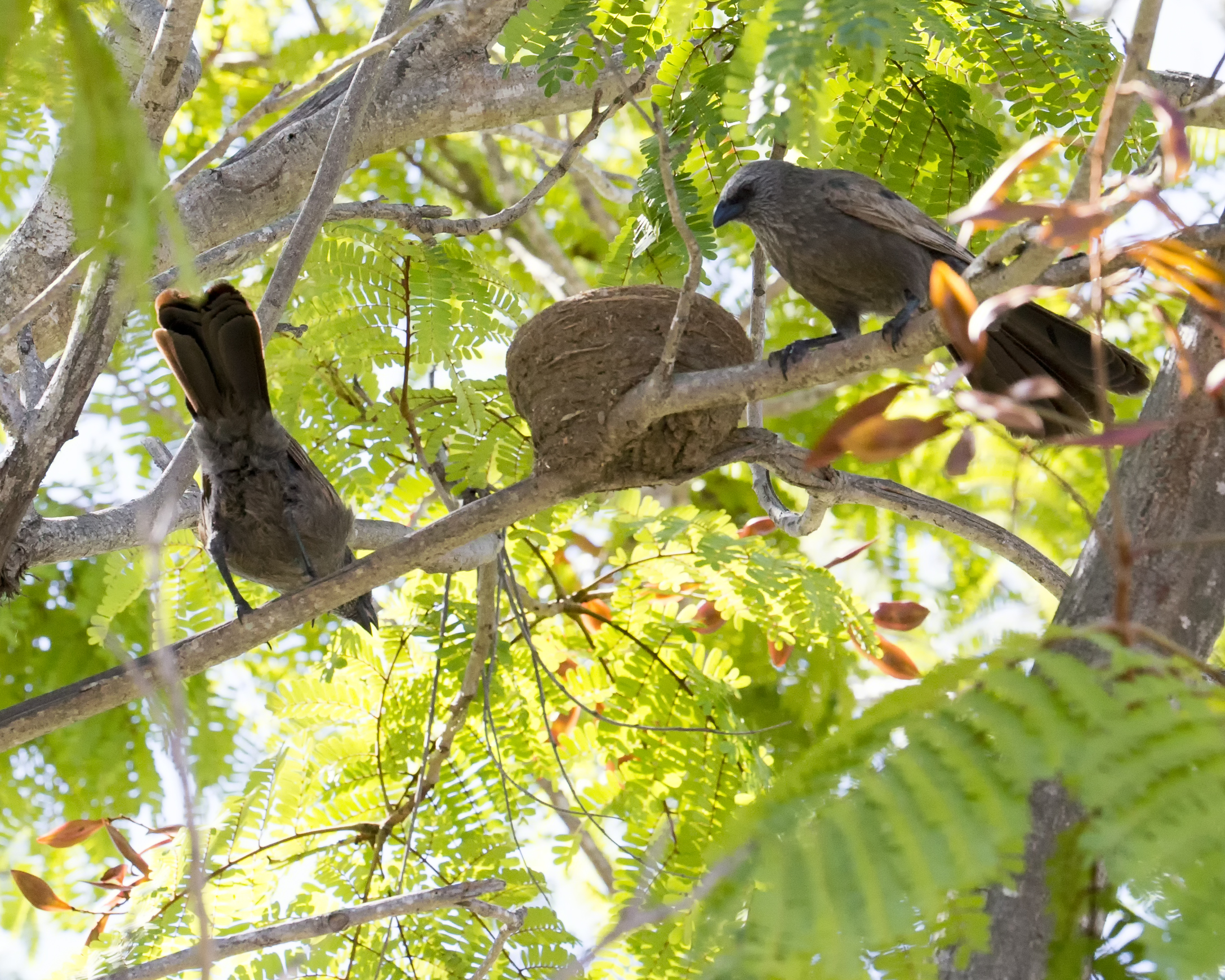
Gimpelhäher am Schlammnest

Der Gimpelhäher (Struthidea cinerea), zuweilen auch als Aposteltöpferkrähe bezeichnet, ist ein in Australien vorkommender Vogel aus der Familie der Schlammnestkrähen (Corcoracidae). Im englischen Sprachgebrauch wird er als Apostlebird bezeichnet. Dieser Name basiert auf dem Verhalten der Vögel, die zuweilen in Gruppen von zwölf Individuen beobachtet wurden, wodurch eine Analogie zu den Zwölf Aposteln hergestellt wurde. Das Artepitheton ist von dem lateinischen Wort cinerea mit der Bedeutung ‚aschgrau’ abgeleitet.

## Merkmale
Gimpelhäher erreichen eine Körperlänge von 29 bis 33 Zentimetern und ein Gewicht von 110 bis 155 Gramm. Zwischen den Geschlechtern besteht bezüglich der Gefiederfarbe kein Sexualdimorphismus. Die Gefiedergrundfarbe bei beiden Geschlechtern ist grau. Kopf und Nacken sind mit spitzen, ausdrucksvollen Federn versehen, die ein zottiges Aussehen vermitteln. Die Brust ist hellgrau, die Flügel braungrau und die langen Steuerfedern schwarzgrau. Der Schnabel sowie die Beine und Füße sind schwärzlich.

## Verbreitung, Unterarten und Lebensraum
Der Gimpelhäher kommt ausschließlich auf dem australischen Kontinent vor. Neben der in der Mitte und im Süden von Queensland, in New South Wales und 
im Norden von Victoria vorkommenden Nominatform Struthidea cinerea cinerea ist eine weitere Unterart bekannt:
- Struthidea cinerea dalyi  Mathews, 1923, im Northern Territory sowie im Norden von Queensland.[3][1]

Hauptlebensraum der Art sind offene Flächen, beispielsweise Buschland mit einzeln wachsenden Bäumen. Da die Vögel den Menschen gegenüber nur geringe Scheu zeigen, sind sie auch in landwirtschaftlich genutzten Gebieten, auf Camping- und Picknickplätzen sowie Friedhöfen anzutreffen.

## Lebensweise
Die Vögel ernähren sich von Insekten sowie von Samen, gelegentlich auch von Eiern anderer Vogelarten oder von kleinen Säugetieren. Die Nahrung wird meist am Erdboden gesucht. Harte Samen oder Chitinpanzer von Insekten werden mit dem Schnabel hammerartig bearbeitet. Während einer Mäuseplage wurde beobachtet, wie die Vögel die Beutetiere mit dem Schnabel ergriffen, durch Schlagen gegen den Boden töteten und dann verschlangen. Gimpelhäher pflegen ein ausgeprägtes Sozialverhalten und suchen durch Kuscheln die körperliche Nähe zu Artgenossen innerhalb eines Familienverbandes. Außerhalb der Brutsaison sammeln sich zuweilen bis zu einhundert Individuen an Wasserstellen, um gemeinsam zu trinken. Die Hauptbrutzeit fällt in die Monate August bis Februar, kann aber in Abhängigkeit von der Regenzeit schwanken. Meist werden zwei Bruten pro Jahr durchgeführt. Gimpelhäher leben polygyn. Sie werden beim Nestbau und der Jungenaufzucht von bis zu 17 Familienmitgliedern aus früheren Bruten unterstützt. Das napfförmige Nest wird von der Gruppe gemeinsam gebaut. Es wird in einer Höhe zwischen drei und zwölf Metern über den Boden auf einem horizontalen Zweig oder in der Astgabel eines Kasuarinen- (Casuarina), Eukalyptus- (Eucalyptus) oder Akazien-Baumes (Acacia) aus Schlamm gefertigt und mit Gräsern verstärkt. Dabei werden die einzelnen Schlammschichten separat aufgetragen und neues Material erst nach einer ausreichenden Trocknungszeit hinzugefügt. Nach der Fertigstellung wird es in der Regel mit drei bis fünf Eiern versehen, die in 19 bis 20 Tagen ausgebrütet werden. Die Nestlingszeit beträgt 18 bis 20 Tage. Die Jungen werden von der gesamten Gruppe weitere zehn Wochen mit Nahrung versorgt und bleiben danach noch als Helfer für spätere Bruten im Familienverband. Bei Gruppen mit einer geringen Anzahl an Helfern erleiden die Bruten zuweilen Verluste durch Verhungern der Nestlinge.

## Gefährdung
Der Gimpelhäher ist in seinen Vorkommensgebieten weit verbreitet, zuweilen häufig und wird demzufolge von der Weltnaturschutzorganisation IUCN als  „least concern = nicht gefährdet“ klassifiziert.  Aufgrund von klimatisch bedingter Trockenheit ist gebietsweise die Gewinnung des für den Nestbau benötigten Schlamms behindert. An anderen Stellen wird diese Einschränkung durch die Schaffung neuer, feuchter Ackerflächen durch den Menschen wieder ausgeglichen.